# Шефит Джафери
Шефит Джафери с псевдоним Маджуп (на албански: Shefit Xhaferi; на македонска литературна норма: Шефит Џафери, Маџуп) е албански революционер, командир на Армията за национално освобождение.

## Биография
Роден е през 1960 година в гостиварското село Чайле. По време на Военния конфликт в Република Македония в 2001 година Джафери е начело на логистичните операции от района на Косово към Република Македония. Той е пряк началник на доставката на хора, оръжие, снаряжение и експлозиви. След края на конфликта емигрира в Западна Европа, където поддържа връзка с албански емигранти и особено с Фазли Велиу.